# Sporting Clube de Portugal (odbojka)
Sporting Clube de Portugal je odbojkaška momčad iz sastava športskog društva Sporting CP, iz glavnog portugalskog grada Lisabona.

## Uspjesi
Prvenstvo Portugala (6)
- Prvak: 1953–54, 1955–56, 1991–92, 1992–93, 1993–94, 2017–18

Kup Portugala (3)
- Pobjednik: 1990–91, 1992–93, 1994–95

Superkup Portugala (3)
- Pobjednik: 1990-91, 1991–92, 1992–93

## Poveznice
- Sporting Clube de Portugal
- sporting.pt (na portugalskom)